# Vivo NEX 3S
Vivo NEX 3S 是Vivo公司在2020年3月10日发布的安卓智能手机。